# Meisterbock
Der Meisterbock ist ein in der Qualitätssicherung im Automobilbau eingesetztes Prüfwerkzeug. Hierbei handelt es sich um ein Aluminiumgerüst, auf dem während der Vorserienphase jeweils Teile oder auch das ganze Fahrzeug aufgebaut werden, um das Zusammenwirken von Teilen von verschiedenen Zulieferern bezüglich Optik, Haptik, Spaltmaßen, Montierbarkeit etc. beurteilen zu können.
Der Ursprung des Begriffs ist nicht bekannt. Bei der Firma Volkswagen ist der Begriff weit verbreitet.